# Автостереограмма

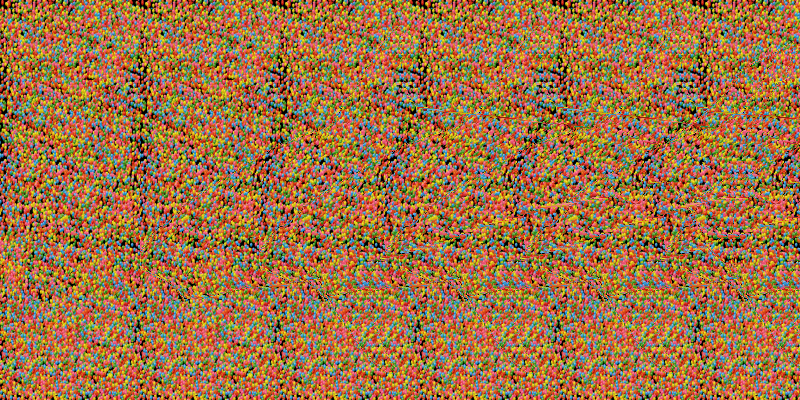
Пример случайно-точечной автостереограммы («фантомашки»)

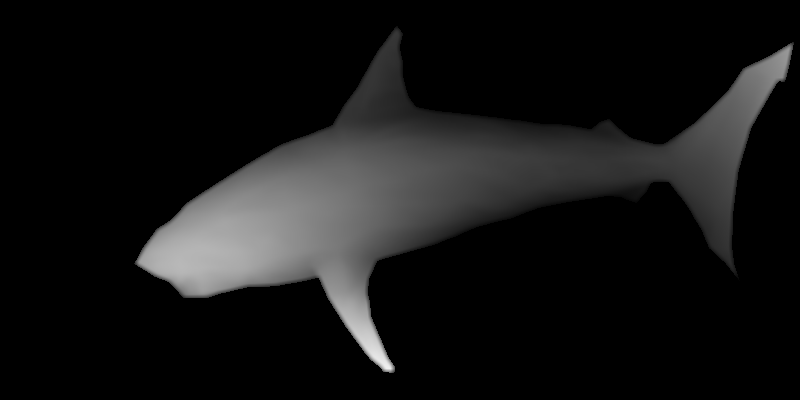
Изображение, создаваемое случайно-точечной автостереограммой

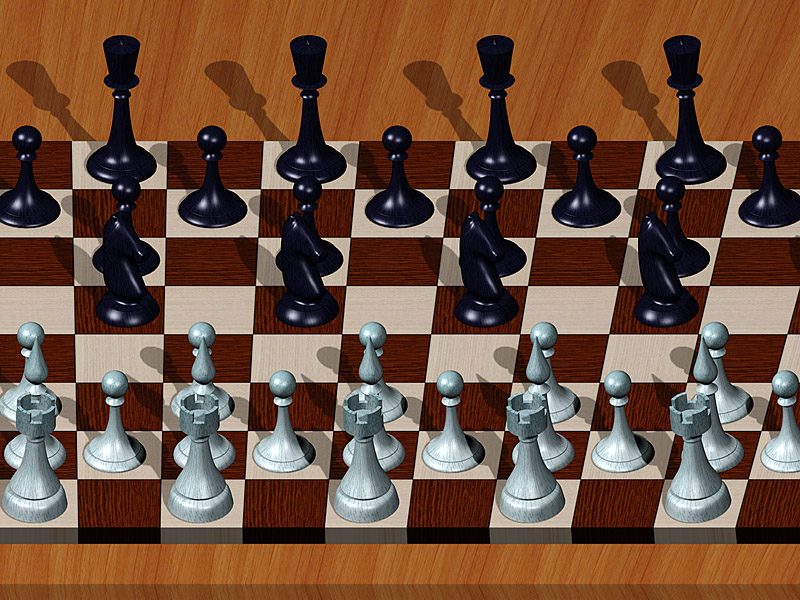
Обойная стереограмма

Автостереограмма — стереограмма, обе части стереопары которой находятся в одном изображении (англ. Single Image Stereogram, SIS) и закодированы в растровой структуре, например с помощью лентикулярной печати. При рассматривании через декодирующий растр такая параллакс-стереограмма воспринимается объёмной за счёт автостереоскопии, и не требует каких-либо сепарирующих приспособлений перед глазами наблюдателя в виде очков или стереоскопов. 
Автостереограммой также называется случайно-точечная стереограмма, расположенная на одном изображении и закодированная в элементах псевдорегулярных текстур. Такая автостереограмма при обычном рассматривании выглядят беспорядочным скоплением разноцветных узоров, но способна создавать оптическую иллюзию трёхмерного изображения за счёт физиологических особенностей человеческого зрения. Для восприятия объёмного изображения при рассматривании точечных автостереограмм необходимо преодолеть нормальную координацию между вергенцией глазных яблок и аккомодацией хрусталиков.

## Историческая справка
Принцип наблюдения объёмного изображения на случайных периодических текстурах описан ещё в учебнике Роберта Смита 1738 года. Уже тогда вызывал интерес учёных феномен рассматривания узоров на обоях, приводящий к зрительному увеличению или уменьшению их кажущегося размера при разных углах конвергенции глаз. Причина кроется в ошибочном совмещении соседних повторяющихся рисунков на обоях, из-за чего они кажутся расположенными ближе или дальше своего истинного местонахождения. Наиболее ценным в этой области оказалось открытие Дэвида Брюстера, доказавшего в XIX веке, что наличие горизонтально смещённых дефектов в соседних рядах обоев приводит к диспаратности и возникновению иллюзии объёма несуществующих деталей.
В 1939 году Борис Компанейский впервые опубликовал стереограмму с лицом Венеры, состоящую из расположенных случайным образом точек, которые при обычном рассматривании выглядели как хаотическое скопление. Спустя 20 лет лауреат стипендии Мак-Артура Бела Юлеш, работавший над методами расшифровки аэрофотоснимков замаскированной местности, изобрёл случайно-точечную стереограмму. Создав с помощью компьютера стереограмму, состоящую из случайно расположенных пятен, Юлеш доказал, что восприятие глубины происходит только за счёт диспаратности, поскольку в этом случае другие изобразительные признаки объёма отсутствуют.
В 1970 году один из последователей Юлеша японец Масаюки Ито вручную создал аналогичную стереограмму объектов, не видимых при обычном рассматривании. В 1974 году такую стереограмму создал шведский художник Альфонс Шиллинг. Его встречи с Юлешом и опыт в голографии и лентикулярной фотографии позволили разработать метод случайно-точечной стереограммы на основе вертикальных линий, расположенных с параллаксом.
Студент Юлеша, занимающийся психофизикой зрения в Институте Смит-Кеттлуэлл, Кристофер Тайлер с помощью своей программистки Морин Кларк в 1979 году объединил теории своего преподавателя и Шиллинга, получив случайно-точечную автостереограмму (англ. Single Image Random Dot Stereogram, SIRDS), не требующую для своего рассматривания никаких сепарирующих приспособлений. В 1991 году программисты Том Баччи, Боб Салитски и художник Чери Смит опубликовали первые автостереограммы, состоящие из разноцветных пятен. Разработанное ими программное обеспечение было приобретено компанией N. E. Thing Enterprises, которая начала выпускать подобные изображения в развлекательных целях под брендом «Магический глаз» (англ. Magic Eye).
Кроме автостереограмм из случайных пятен, которые при обычном рассматривании выглядят как хаотический набор разноцветных точек, известны и «обойные» автостереограммы, состоящие из повторяющихся элементов рисунка (паттернов), расположенных определённым образом вертикальными рядами. При этом закодированное в них изображение не имеет ничего общего с элементами, видимыми простым взглядом. Построение автостереограмм возможно даже на основе текста, когда буквы используются вместо случайных точек (англ. Single Image Random Text Stereogram, SIRTS).
Случайно-точечная автостереограмма в начале XXI века получила в Нижегородской области неофициальное название «фантомашка».

## Принцип действия
Стереоскопическое зрение основано на параллаксе изображений одних и тех же предметов, видимых двумя глазами. За счёт расстояния между зрачками, все объекты видимы с различных ракурсов, в результате чего в зрительной коре мозга возникает ощущение глубины рассматриваемой сцены. Трёхмерное зрение — это результат сложных психофизических процессов в человеческом мозге, сопоставляющем расположение точек, видимых глазами под отличающимися углами. На основе явления диспаратности мозг определяет расстояние до каждой видимой точки, основываясь на её параллаксе.
При рассматривании регулярных текстур, например рисунка обоев, возникает возможность ошибочного совмещения соседних по горизонтали повторяющихся фрагментов узора из-за неправильного угла конвергенции оптических осей глазных яблок. При этом нарушается рефлекторная взаимосвязь между конвергенцией и аккомодацией хрусталика. В этом случае мозг интерпретирует расстояние до рассматриваемого объекта на основе угла конвергенции, искажая объём воспринимаемого пространства. При взгляде, направленном «за стену», угол конвергенции уменьшается, приближаясь к нулю, и глаза смотрят почти параллельно, интерпретируя поверхность обоев как лежащую значительно дальше существующей и увеличенную в размерах. В обратном случае, при скрещивании осей глазных яблок, стена кажется расположенной вплотную к лицу и сильно уменьшенной.
В автостереограммах это явление используется для создания трёхмерного изображения, не видимого на ней при обычном способе рассматривания с нормальным согласованием конвергенции и аккомодации. Для этого отдельные фрагменты повторяющегося узора или одинаковые рисунки располагаются с небольшими смещениями («дефектами») относительно общего периода всей текстуры. В результате, при рассматривании такой стереограммы взглядом, направленным за её плоскость или перед ней «к носу», смещённые фрагменты выглядят как лежащие дальше или ближе плоскости всего рисунка. Чаще всего автостереограммы рассчитаны на взгляд «за стену», как наиболее комфортный для большинства зрителей. При этом точки, смещённые друг к другу относительно общего периода, воспринимаются как лежащие перед плоскостью рисунка, и наоборот.